# Grand Prix-wegrace van Joegoslavië 1974
De Grand Prix-wegrace van Joegoslavië 1974 was de elfde en voorlaatste race van het wereldkampioenschap wegrace in het seizoen 1974. De race werd verreden op 8 september 1974 op het stratencircuit Opatija, in Joegoslavië langs de kust van de Kvarnergolf tussen Opatija en Rijeka. 

## Algemeen
De Grand Prix van Joegoslavië kostte het leven aan Billie Nelson, die in nacht na de races overleed aan zijn verwondingen. Doordat elke klasse maximaal 10 GP's reed, kwam de 500cc-klasse niet aan de start. In bijna alle andere klassen waren de wereldkampioenen al bekend, behalve in de 350cc-klasse. Giacomo Agostini, die intussen was overgestapt naar Yamaha, won die titel in Opatija.

## 350 cc
In Joegoslavië kon Giacomo Agostini zijn wereldtitel tamelijk eenvoudig veilig stellen. Yamaha had zelfs niet de moeite genomen de fabrieksmonteurs Nobby Clark en Vince French te sturen. Die waren op Mallory Park bij de Race of the Year. Agostini was dus alleen bezorgd over technische problemen, maar die kwamen er niet. Hij leidde de race van start tot finish. John Dodds finishte zelfs een halve minuut na hem, terwijl Dieter Braun derde werd. 

### Uitslag 350 cc
| Pos | Coureur            | Merk          | Tijd          | Punten |
| --- | ------------------ | ------------- | ------------- | ------ |
| 1   | Giacomo Agostini   | Yamaha        | 57' 53" 8     | 15     |
| 2   | John Dodds         | Yamaha        | +35" 8        | 12     |
| 3   | Dieter Braun       | Yamaha        | +1' 01" 7     | 10     |
| 4   | Patrick Pons       | Yamaha        |               | 8      |
| 5   | Pentti Korhonen    | Yamaha        |               | 6      |
| 6   | Víctor Palomo      | Yamaha        |               | 5      |
| 7   | Bill Henderson     | Yamaha        |               | 4      |
| 8   | Olivier Chevallier | Yamaha        |               | 3      |
| 9   | Tom Herron         | Yamaha        |               | 2      |
| 10  | Armando Toracca    | Bimota-Yamaha | Bimota-Yamaha | 1      |

## 250 cc
In Opatija deed Walter Villa (Harley-Davidson) het rustig aan. Niet alleen was zijn wereldtitel al zeker, hij was hier in 1973 hard gevallen en had geen zin risico's te nemen. Zijn teamgenoot Michel Rougerie, die hem in het seizoen goed gesteund had, mocht de race winnen, maar dat mislukte omdat hij in de tweede ronde uitviel door ontstekingsproblemen. Takazumi Katayama leidde de race aanvankelijk, maar hij werd in de vijfde ronde ingehaald door de spectaculair rijdende Patrick Pons. Katayama viel uit door een breuk in het achterframe en Pons werd bedreigd door Bruno Kneubühler en Dieter Braun. Kneubühler wist zelfs even de eerste plaats te pakken, maar viel toen ook uit met een gebroken schakelpedaal. Intussen was Chas Mortimer slecht gestart. In de derde ronde was hij slechts 9e, maar in de tiende ronde was hij al naar de 4e plaats opgeklommen. Vervolgens haalde hij alle koplopers in en won vóór Patrick Pons en Dieter Braun. 
Tijdens deze race verongelukte Billie Nelson. Waarschijnlijk door een vastloper werd hij aan het einde van het rechte stuk bij de hoofdtribune tegen de strobalen geworpen. Billie Nelson vloog over de barrière in het publiek, waarbij zeven toeschouwers gewond raakten. Hij werd naar het ziekenhuis van Opatija gebracht, waar men aanvankelijk nog dacht dat hij naar Engeland gerepatrieerd kon worden. In de nacht overleed Billie Nelson echter aan een hoofdwond en inwendige bloedingen. Hij werd postuum negende in de 500cc-klasse en tiende in de 350cc-klasse.

### Uitslag 250 cc
| Pos | Coureur           | Merk            | Tijd          | Punten        |
| --- | ----------------- | --------------- | ------------- | ------------- |
| 1   | Chas Mortimer     | Yamaha          | 51' 03" 4     | 15            |
| 2   | Patrick Pons      | Yamaha          | +6" 1         | 12            |
| 3   | Dieter Braun      | Yamaha          | +6" 2         | 10            |
| 4   | Hans Mühlebach    | Yamaha          | +36" 8        | 8             |
| 5   | Rolf Minhoff      | Maico           | +39" 8        | 6             |
| 6   | Pentti Korhonen   | Yamaha          | +39" 8        | 5             |
| 7   | Víctor Palomo     | Yamaha          | +39" 9        | 4             |
| 8   | Tom Herron        | Yamaha          | +1' 01" 4     | 3             |
| 9   | Thierry Tchernine | Yamaha          | +1' 39" 6     | 2             |
| 10  | Leif Gustafsson   | Yamaha          | +1' 58" 3     | 1             |
| DNF | Michel Rougerie   | Harley-Davidson | ontsteking    | ontsteking    |
| DNF | Takazumi Katayama | Yamaha          | framebreuk    | framebreuk    |
| DNF | Bruno Kneubühler  | Yamaha          | schakelpedaal | schakelpedaal |
| DNF | Billie Nelson     | Yamaha          | val           | (†)           |

## 125 cc
Hoewel Paolo Pileri in de 125cc-race van Brno nog was gestart na zijn val in de 250cc-race, belette zijn blessure hem toch om ook in Opatija te verschijnen. Hij werd vervangen door Pier Paolo Bianchi. Die nam meteen de leiding, gevolgd door Otello Buscherini (Malanca), Claudio Lusuardi (Villa), Ángel Nieto (Derbi) en Kent Andersson (Yamaha). Bianchi viel echter al in de eerste ronde uit. Hoewel Andersson alles in het werk stelde om Buscherini te grijpen, wist deze de race toch te winnen. Voorlopig althans, want na een protest van Andersson omdat de Malanca van Buscherini 7 versnellingen had (er waren er slechts 6 toegestaan) werd Buscherini gediskwalificeerd en was de eindstand 1: Andersson, 2: Nieto, 3: van Kessel.

### Uitslag 125 cc
| Pos | Coureur            | Merk               | Tijd      | Punten |
| --- | ------------------ | ------------------ | --------- | ------ |
| 1   | Kent Andersson     | Yamaha             | 43' 32" 4 | 15     |
| 2   | Ángel Nieto        | Derbi              | +26" 0    | 12     |
| 3   | Henk van Kessel    | Bridgestone-Yamaha | +1' 01" 0 | 10     |
| 4   | Harald Bartol      | Suzuki             | +1' 23" 4 | 8      |
| 5   | Thierry Tchernine  | Yamaha             | +2' 10" 6 | 6      |
| 6   | Bruno Kneubühler   | Yamaha             | +4' 31" 9 | 5      |
| 7   | Pentti Salonen     | Yamaha             |           | 4      |
| 8   | Rolf Minhoff       | Maico              |           | 3      |
| 9   | Hans-Jürgen Hummel | Yamaha             |           | 2      |
| 10  | Gianni Ribuffo     | DRS                |           | 1      |
| DNS | Paolo Pileri       | Morbidelli         | blessure  |        |
| DNF | Pier Paolo Bianchi | Morbidelli         |           |        |
| DSQ | Otello Buscherini  | Malanca            |           |        |

## 50 cc
Het Van Veen-Kreidler team had Henk van Kessel en de jonge Belg Julien van Zeebroeck als coureurs aangetrokken, maar ze kregen technische hulp van de gestopte wereldkampioen Jan de Vries. Jamathi kende veel technische problemen waardoor de enige echte concurrentie van andere Kreidler-rijders kwam. Van Kessel won echter zes races en werd met overmacht wereldkampioen.
Bij de start van de 50cc-race in Opatija protesteerden de rijders tegen de door de startcommissaris opgelegde opwarmronde, die ze nota bene in 1973 onder dreiging van een boycot afgedwongen hadden. Dit keer hadden ze kennelijk geen rekening gehouden met 6 kilometer extra, waardoor ze bang waren zonder benzine te komen staan. Hoewel Henk van Kessel slechts de derde trainingstijd had gereden, nam hij al in de eerste ronde de leiding. Alleen Herbert Rittberger kon hem aanvankelijk nog volgen. Julien van Zeebroeck was slecht gestart maar wist eerst Rittberger en daarna van Kessel te passeren. Hij moest dit echter bekopen met een onschuldige valpartij, waarbij hij zijn versnellingspook beschadigde. Van Kessel won alsnog de race voor Rittberger. Ulrich Graf werd derde.

### Uitslag 50 cc
| Pos | Coureur              | Merk              | Tijd      | Punten |
| --- | -------------------- | ----------------- | --------- | ------ |
| 1   | Henk van Kessel      | Van Veen-Kreidler | 42' 10" 3 | 15     |
| 2   | Herbert Rittberger   | Kreidler          | +56" 7    | 12     |
| 3   | Ulrich Graf          | Kreidler          | +1' 22" 9 | 10     |
| 4   | Gerhard Thurow       | Kreidler          |           | 8      |
| 5   | Rudolf Kunz          | Kreidler          |           | 6      |
| 6   | Claudio Lusuardi     | Villa             |           | 5      |
| 7   | Theo Timmer          | Jamathi           |           | 4      |
| 8   | Rolf Blatter         | Kreidler          |           | 3      |
| 9   | Julien van Zeebroeck | Van Veen-Kreidler |           | 2      |
| 10  | Wolfgang Golembeck   | Kreidler          |           | 1      |

1972 · 1973 · 1974 · 1975 · 1976 · 1977 · 1978 · 1979 · 1980 · 1981 · 1982 · 1983 · 1984 · 1985 · 1986 · 1987 · 1988 · 1989 · 1990